# Koninklijke Belgische Schaakbond
De Koninklijke Belgische Schaakbond (KBSB) (Frans: Fédération Royale Belge des Echecs (FRBE), Duits: Königlicher Schachbund Belgien (KSB)) is een vereniging die de Belgische schakers bijeenbrengt. Deze vzw werd opgericht in 1920 en heeft haar hoofdzetel in Brussel. 
De KBSB heeft drie statutaire leden, namelijk de schaakbonden voor de afzonderlijke taalgemeenschappen in België ('culturele federaties'): de Vlaamse Schaakfederatie (VSF), de Fédération Echiquéenne Francophone de Belgique (FEFB) en het Schachverband des Deutschsprachigen Belgien (SVDB).
De KBSB vertegenwoordigt de Belgische schaaksport op internationaal niveau en is daartoe lid van de Wereldschaakbond FIDE. De bond organiseert ook nationale kampioenschappen, houdt de landelijke Elo-ratinglijst bij, houdt zich bezig met verbreiding van de schaaksport, coördineert het jeugdschaak en regelt de arbitrage.

## Competities
De KBSB is verantwoordelijk voor de organisatie van de nationaal ploegencompetitie (de  interclub) alsook het Belgisch kampioenschap.